# Entocythere elliptica
Entocythere elliptica är en kräftdjursart som beskrevs av Clarence Clayton Hoff 1944. Entocythere elliptica ingår i släktet Entocythere och familjen Entocytheridae. Inga underarter finns listade i Catalogue of Life.